# Frants Hvass
 Ikke at forveksle med Frantz Hvass.
Frants Hvass (29. april 1896 i København – 21. december 1982 i København) var en dansk diplomat, bror til Hans og Jens Hvass. Som chef for den politisk-juridiske afdeling i Udenrigsministeriet under Besættelsen spillede han en væsentlig rolle i de politiske forhandlinger under hele krigen, bl.a. i forbindelse med De hvide busser.

## Karriere
Frants Hvass var søn af overretssagfører Anders Hvass og hustru Augusta født Saxild. Han blev student fra Henrik Madsens Skole 1914, læste jura og blev cand.jur. 1921, blev sagførerfuldmægtig og sekretær i Udenrigsministeriet året efter. Herfra avancerede han til at blive ministersekretær 1925-27, vicekonsul i Hamborg 1927, atter ministersekretær 1930, legationssekretær i London 1933, fuldmægtig i ministeriet 1936, kontorchef i den økonomisk-politiske afdeling 1939, chef for administrationskontoret 1940 og året efter chef for hele den politisk-juridiske afdeling.

### Under Besættelsen
I oktober-november 1943 efter samarbejdspolitikkens sammenbrud foretog Frants Hvass en rundrejse til gesandtskaberne i Madrid, Lissabon, Bern, Stockholm og Helsingfors for at give de derværende diplomater "autentisk oplysning om den udvikling af forholdene i Danmark, der havde ført til begivenhederne den 29. august". Fra De Allieredes synsvinkel var Hvass' initiativ, der søgte at fastholde en loyal dansk udenrigstjeneste, ikke velkomment.
23. juni 1944 var Hvass sammen med overlæge Eigil Juel Henningsen fra Sundhedsministeriet og schweizeren Maurice Rossel fra Røde Kors på besøg i koncentrationslejren Theresienstadt, hvor de effektivt blev ført bag lyset af nazisternes propagandaindsats, der skulle vise, at lejren var et mønstersamfund, hvor jøderne blev behandlet humant og havde alle udfoldelsesmuligheder til rådighed.
Hvass var efter besøget i Theresienstadt medinitiativtager til De hvide busser, der skulle bringe nordiske borgere i de tyske koncentrationslejre i sikkerhed.

### Senere karriere
Efter krigen var han først direktør for Udenrigsministeriet 1945-48, stod til rådighed for udenrigsministeriet med titel af overordentlig gesandt og befuldmægtiget minister 1948, chef for den danske militærmission i Berlin, med titel af generalmajor, 1949, tillige chef for den danske mission ved det allierede højkommissariat i Bonn til 1966 og overordentlig og befuldmægtiget ambassadør i Bonn 1951-66.
Frants Hvass var desuden Danmarks 1. delegerede ved De Forenede Nationers forberedelseskommissionsmøde i London 1945, medlem af den danske delegation til De Forenede Nationers 3. plenarforsamling i Paris og New York 1948 og præsident for det internationale institut for administrative videnskaber, ærespræsident 1962. Han var også formand for Danske Studenters Roklub 1925-27, for Dansk Forening for Rosport 1930-33 og for Nordisk Roforbund 1932-33, medlem af Den skandinaviske Forsvarskomité 1948; æresmedlem af den danske forening Freja i Berlin. Han var Storkorsridder af Dannebrog og Dannebrogsmand og bar et utal af udenlandske ordener, heriblandt Æreslegionen.

## Død
Frants Hvass blev dræbt kort før jul i 1982, da han overraskede to narkomaner, der var i færd med at begå indbrud i hans lejlighed Naboløs 4, 3. sal i København. De to narkomaner slog og sparkede Hvass så voldsomt, bl.a. med en flaske mod hovedet, at han afgik ved døden af sine kvæstelser. Dagen efter, den 22. december 1982, blev Frants Hvass fundet af sin hjemmehjælper. Han blev bragt til Kommunehospitalet, hvor han blev erklæret død ved ankomsten. Kriminalpolitiet anholdt den 23. december 1982 de to narkomaner, som blev sigtet for grov vold med døden til følge. De to gerningsmænd, Kim Frederiksen (født 1957) og Leif Larsen (født 1944), blev 24. november 1983 i Københavns Byret hver idømt ni års fængsel. Kim Frederiksen forsvandt i 1986 sporløst under en tur i Svømmehallen i København.

## Ægteskaber
Frants Hvass blev gift første gang 28. januar 1922 i Holmens Kirke med Marina Leonidowna de Wachtine (20. august 1902 i Port Arthur, Kina - ?), datter af russisk søofficer Leonid de Wachtine og Nina de Wachtine. Ægteskabet blev opløst 1949.
Anden blev han gift 17. september 1949 på Københavns Rådhus (borgerlig vielse) med Esther baronesse Lerche (11. oktober 1909 på Hagestedgård - ), datter af baron Wilhelm Lerche (1857-1916) og hustru Addie Catherine Juliane født Grevenkop-Castenskjold (1878-1963).
Han er begravet på Bispebjerg Kirkegård.
Hvass er gengivet som barn i et portrætmaleri af Knud Larsen 1904 og som voksen af Daniel Hvidt 1966 (tidligere på Danmarks ambassade i Bonn).